# Алиреза Фирузджа
Алиреза́ Фирузджа́ (разпространен неточен вариант Фируджа,  на перс. علیرضا فیروزجاه), е френски, преди това ирански шахматист, гросмайстор. В края на 2021 г. той е най-младият шахматист от всичко 14, достигнал супергросмайсторския рейтинг 2800.

## Биография
Роден е на 18 юни 2003 година в северния ирански град Бабол. Става гросмайстор на 14 години. Сребърен медалист от Световното първенство по ускорен шах през 2019 г. Двукратен шампион по шах на Иран (2016, 2019).
В отбора на Иран участва на шахматни олимпиади (2016, 2018), Световното отборно първенство (2019 г.), Азиатското отборно първенство (2016, 2018 г.; през 2018 г. е победител в отборното състезание ). През 2018 г. печели и азиатските отборни шампионати по ускорен шах и блиц.
През ноември 2021 г. той се класира за Кандидатския турнир за 2022 г., като печели турнира по швейцарска система на остров Ман.
През ноември 2021 г., в края на Европейското отборно първенство, на възраст 18 години, 5 месеца и 13 дни, Алиреза достига рейтинг Ело 2801, което го направи най-младият шахматист, достигнал границата от 2800 точки. Той става вторият шахматист в световната класация на ФИДЕ, а през декември достига резултат 2804.